# Papaipema harrisii
Papaipema harrisii là một loài bướm đêm trong họ Noctuidae.